# 백남순 (1929년)
백남순(白南淳, 1929년 3월 13일 ~ 2007년 1월 3일)은 조선민주주의인민공화국의 외교관·정치인으로 조선로동당원이다.

## 생애
경기도 수원시 출신이고, 김일성종합대학을 졸업했다. 조선민주주의인민공화국의 최고인민회의 9, 10, 11기 대의원과 외무상을 역임했다.
조선로동당 국제부 부부장을 지낸 후 1972년 남북적십자회담 시 직업총동맹 부위원장으로서 북측 자문위원으로 처음 남한을 방문하였고, 이후 남북회담에서 수차 모습을 나타내는 등 대남협상 전문가로 활동하였다. 대외문화연락위원회 부위원장과 외국문출판사 사장 등을 지냈다. 폴란드주재 대사를 역임하고, 1989년에 조선로동당의 통일전선부 부부장으로 취임했다. 
이후 조국평화통일위원회 서기국장과 1991년에 조국통일범민족연합 북측본부 부의장을, 1992년에 남북고위급회담 정치분과위원회 위원장, 조국통일민주주의전선 서기국장 등의 요직을 역임했으며, 1998년 9월에 조선민주주의인민공화국의 외무상으로 취임했다.

2004년 2월 2일 외무성 부상 김영일과 함께 평양을 방문한 오스트레일리아 알리스태어 머레이 맥클린 외무상특사를 단장으로 하는 오스트레일리아 외무성 대표단을 만나 면담하였다.
2006년의 동남아시아 국가연합 지역포럼에서도 회의에 출석하면서 사적으로는 요양을 계속하고 있었다. 2007년 1월 3일에 사망하였으며, 사인은 만성 신부전으로 인한 것으로 추정된다. 외상으로 재임하던 중에 사망하였으므로, 상사에 해당되는 김정일 국방위원장으로부터 헌화를 받았다. 사망 당시 실질적인 외교 책임자는 강석주 제1 외무차관이었으므로, 사망 후의 외교 정책에 영향은 주지 못할 것으로 보인다.

## 같이 보기
- 외교
- 김정일
- 김영남
- 강석주
- 김일성종합대학